# 斎藤ナツ子
斎藤 ナツ子（さいとう なつこ、1985年7月28日 ‐ ）は、東京都出身の女優。身長164cm、体重49kg。血液型はA型。

## 出演

### テレビドラマ
- ウルトラマンネクサス第26話（2005年）
- 金曜プレステージ
  - 「浅見光彦シリーズ38」（2010年）- 松田由美子 役
- 月曜ゴールデン
  - 「十津川警部シリーズ42～九州ひなの国殺人ルート（渡瀬恒彦版）」（2009年9月28日、TBS）- 首尾木咲子（巻野わかば）を助けたと飴を舐めながら言ったコールガール・キョウコ 役
  - 「明日もまた生きていこう」（2010年）- 佐々木菜帆 役
- モメる門には福きたる（2013年）- 樋口弥生 役
- 水曜ミステリー9
  - 「ドクター・ヨシカの犯罪カルテ2」（2007年）- 篠崎智子 役
  - 「金沢のコロンボ2」（2015年）- 鍵山いずみ 役
- 花嫁のれん（2015年）- 西山京子 役
- 警視庁捜査一課9係（2016年）- 冨永千絵 役
- 土曜ワイド劇場
  - 「ショカツの女 新宿西署 刑事課強行犯係5」（2011年）- 細川しおり 役
  - 「温泉 (秘) 大作戦10」（2011年）- 白井ふみえ 役
  - 「おかしな刑事11」（2014年）- 金子麻美 役
  - 「司法教官・穂高美子5」（2016年）- 辰巳さと子 役
  - 「温泉 (秘) 大作戦17」（2016年） - 彩乃 役